# Iglesia de Nuestra Señora de la Asunción (Mijancas)
La iglesia de Nuestra Señora de la Asunción es un templo situado en el concejo de Mijancas, en el municipio alavés de Berantevilla.

## Descripción

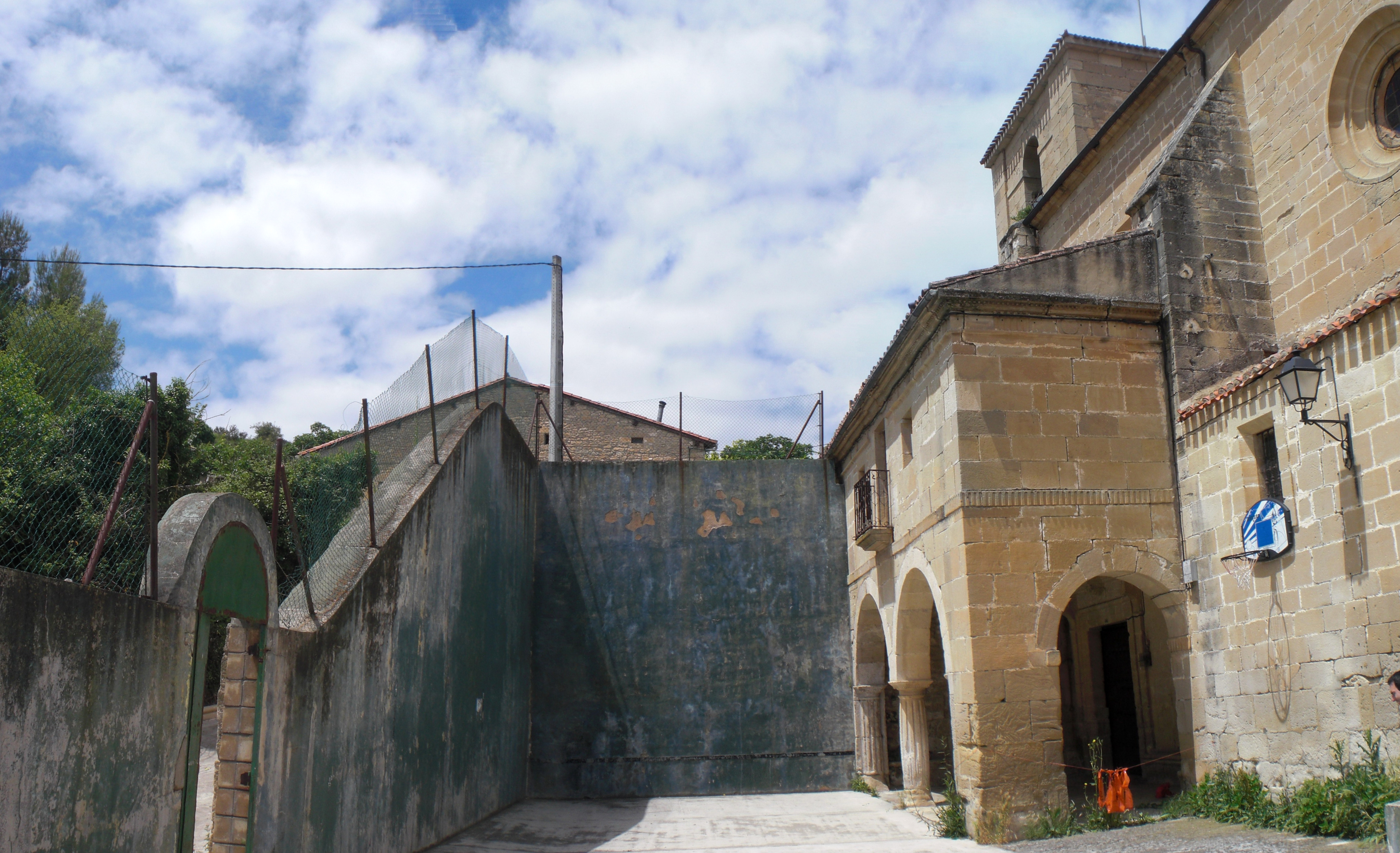
La iglesia y el frontón adyacente

Construida entre los siglos XVI y XVII, está protegida bajo la categoría de «zona de presunción arqueológica». Se menciona como iglesia parroquial del lugar en el Diccionario geográfico-estadístico-histórico de España y sus posesiones de Ultramar de Pascual Madoz, donde se asegura que, a mediados del siglo XIX, estaba «servida por dos beneficiados perpetuos de presentacion del diocesano, y de los cuales uno tiene título de cura». Décadas después, ya en el siglo XX, Vicente Vera y López vuelve a reseñarla en el tomo de la Geografía general del País Vasco-Navarro dedicado a Álava, en el que se describe como «parroquia de categoría de entrada, dedicada á la Asunción».
Los registros sacramentales de bautismos, matrimonios y decesos generados por la parroquia de Nuestra Señora de la Asunción desde el siglo XV hasta el final del XIX se conservan con los del resto de iglesias de la provincia en el Archivo Histórico Diocesano de Vitoria, donde pueden consultarse.